# Chenisides monospina
Chenisides monospina är en spindelart som beskrevs av Anthony Russell-Smith och Rudy Jocqué 1986. Chenisides monospina ingår i släktet Chenisides och familjen täckvävarspindlar.
Artens utbredningsområde är Kenya. Inga underarter finns listade i Catalogue of Life.